# ボルトン
ボルトン（Bolton）は、イングランド北部の都市州グレーター・マンチェスター（Greater Manchester）にあるタウン。行政上はメトロポリタン・バラ・オブ・ボルトンに属する。

## 歴史
ボルトンは13世紀に国王から「マーケットタウン」の勅許（Charter）を得た。清教徒革命のころにはプロテスタント側に与し、カトリック側の第7代ダービー伯爵ジェイムズ・スタンリーは捕らえられてボルトンの中心部、現在マーケットクロスのある辺りで処刑された。
時下って、産業革命のころには繊維産業で大いに発展した。産業革命の基となった紡績機の原型である「ミュール紡績機」を発明したサミュエル・クロンプトンはボルトンの出身である。
第二次世界大戦後は繊維産業の衰えとともに町は衰退したが、産業の誘致や商業地のを積極的に行い、ミドルブルック地区にはボルトン・ワンダラーズの根拠地であるリーボックスタジアムやショッピングモールがある。日立製作所も進出している。

## スポーツ
元日本代表の西澤明訓、中田英寿、宮市亮が所属していたサッカーのクラブチーム「ボルトン・ワンダラーズFC」のホームタウンであり、本拠地の「リーボック・スタジアム」がある。

## 出身人物
- ウィリアム・ラッセル - 天文学者
- サミュエル・クロンプトン - ミュール紡績機の発明
- ジェイソン・ケニー - 自転車競技選手
- ジョン・ルーウィン - 14世紀の城郭建築家
- トマス・コール - 画家
- ノーマン・デイヴィス - 歴史学者
- フランク・フィンレー - 俳優

### ゆかりのある人物
- リチャード・アークライト - 水紡機の発明

## 姉妹都市
- ル・マン、フランス
- パーダーボルン、ドイツ